# Tierra Colorada, San José Tenango
Tierra Colorada är en ort i Mexiko.   Den ligger i kommunen San José Tenango och delstaten Oaxaca, i den sydöstra delen av landet, 290 km sydost om huvudstaden Mexico City. Tierra Colorada ligger 770 meter över havet och antalet invånare är 274.
Terrängen runt Tierra Colorada är kuperad norrut, men söderut är den bergig. Runt Tierra Colorada är det ganska tätbefolkat, med 86 invånare per kvadratkilometer. Närmaste större samhälle är Huautla de Jiménez, 18,6 km väster om Tierra Colorada. I omgivningarna runt Tierra Colorada växer i huvudsak städsegrön lövskog.